# دانييل ميدفيديف
دانييل ميدفيديف (بالروسية: Дании́л Серге́евич Медве́дев) (مواليد 11 فبراير 1996 في موسكو)، هو لاعب كرة مضرب روسي بدأ مسيرته كمحترف سنة 2014 يلعب باليد اليمنى.يصنف حاليا من قبل رابطة محترفي التنس على أنه الثاني عالميا 2، وهو ترتيب الفردي الاعلى له الذي حققه لأول مرة في 15 مارس 2021. فاز بإحدى عشرة لقب فردي في جولة ATP ، بما في ذلك نهائيات الجولة العالمية لرابطة محترفي التنس 2020 حيث هزم أفضل 3 لاعبين نوفاك دجوكوفيتش، رافائيل نادال، ودومينيك ثيم. مع ذلك الفوز، أصبح ميدفيديف اللاعب الأول والوحيد لهزيمة أفضل 3 لاعبين في العالم في الطريق إلى اللقب. وكان ميدفيديف أيضا الوصيف في بطولتي أمريكا المفتوحة 2019 (كرة مضرب) وأستراليا المفتوحة 2021، حيث خسر أمام نادال ودجوكوفيتش على التوالي. شارك ميدفيديف في أول مباراة له في بطولة كأس الكرملين 2015. في عام 2016، فاز ميدفيديف بأول مباراة فردية له في دورة ريكوه المفتوحة لعام 2016 في هولندا. في العام التالي، شارك في بطولات الجراند سلام لأول مرة في ويمبلدون، حيث هزم المصنف رقم 3، ستان واورينكا، لكنه خسر في الدور التالي. ميدفيديف، في عام 2018، فاز بأول ألقاب ATP في بطولة سيدني للتنس ونستون سالم، وأول لقب ATP 500 في بطولة طوكيو للتنس. حقق إنجازًا في 2019، حيث وصل إلى المصنفين العشرة الاوائل للمرة الأولى في ويمبلدون ووصل إلى ست نهائيات متتالية بعدها في الجولة العالمية ATP ، بما في ذلك نهائي في الجراند سلام. ميدفيديف هو واحد من اثنين فقط من اللاعبين النشطين خارج الأربعة الكبار مع ثلاثة ألقاب في دورات الماسترز 1000 نقطة، والآخر هو ألكسندر زفيريف (لاعب تنس ولد 1997)، الذي حصل ضده على اثنين من هذه الألقاب.
ميدفيديف هو لاعب دفاعي من الخط الخلفي. يجمع اسلوب لعبه بين الضربات القوية مع اقل عدد ممكن من الاخطاء، مما يجعل طريقة لعبه غير متوقعة.

## النشأة والشخصية
ولد دانييل سيرجيفيتش ميدفيديف في موسكو لسيرجي ميدفيديف وأولجا ميدفيديفا. وقد نجح والد دانييل، وهو مهندس حاسوب، في تطوير عمله الخاص في مجال الهندسة المدنية بفضل البيريسترويكا. ميدفيديف لديه شقيقتين أكبر سنا وهما جوليا وإيلينا، تكبرانه بي 12 و 8 سنوات، على التوالي. عندما كان في التاسعة من عمره، رأت والدته إعلانا لدروس التنس الجماعية في المسبح حيث كان يأخذ دروس السباحة. والده شجعه على التسجيل. وشملت أنشطة دانييل الأخرى في مرحلة الطفولة إلى جانب الرياضة دروسا في الغيتار.
درس ميدفيديف الفيزياء والرياضيات في مدرسة متخصصة قبل التخرج المبكر والتسجيل في الاقتصاد والتجارة في معهد موسكو الحكومي للعلاقات الدولية. تركه في وقت لاحق للتركيز على التنس. ثم انتقل إلى الجامعة الروسية الحكومية للتربية البدنية والرياضة والشباب والسياحة، حيث حصل على دبلومه كمدرب. انتقل مع عائلته إلى أنتيبس، فرنسا حيث تدرب في أكاديمية التنس. كان والداه يعيشان باستمرار في فرنسا منذ ذلك الحين، كمتقاعدين. ونتيجة للعيش في أغلب الأحيان خارج بلده بعد سن الثامنة عشرة، كان بوسع ميدفيديف أن يتحدث الفرنسية والإنجليزية بطلاقة، إلى جانب لغة موطنه الأصلي الروسية.
تزوج ميدفيديف من صديقته، داريا، في موسكو في 12 سبتمبر 2018. في سبتمبر 2019، اقر الفضل لزواجه لتحسين نتائج التنس: "قبل أن أتزوج، كنت في المركز الخامس والستين في الترتيب، ثم في غضون عشرة أشهر فزت ببطولتين رئيسيتين ودخلت في العشرة الاوائل. لقد أعدنا بناء حياتنا بشكل كبير، نعمل لبعضنا البعض. أَكْسبُ مالاً، وداريا تساعدُني لكَسْب المزيد.

## مسيرته الرياضية

### 2015–2016: بداية مسيرته

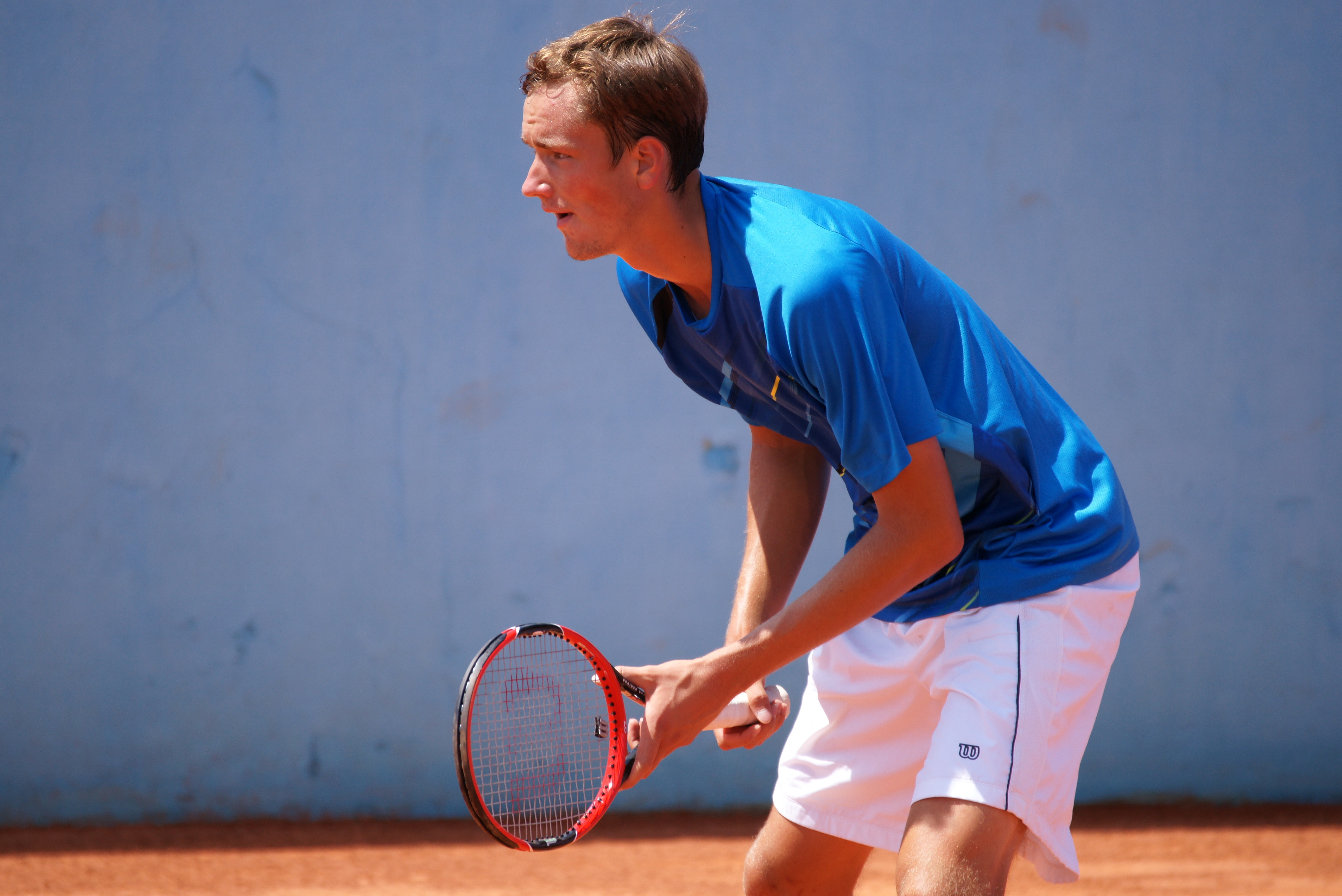
داننيل ميدفيديف في بطولة نيس الريفيرا الفرنسية المفتوحة 2015

حقق ميدفيديف أول مشاركة له في بطولة كأس الكرملين 2015، حيث شارك أصلان كاراتسيف في الزوجي. هزم الاثنان الكسندر بوري ودينيس ايستومين في الدور الأول ولكنهما هزما من قبل رادو البوت وفرانتيشيك تشيرماك في الدور الثاني.
وكصاعد من التصفيات، شارك ميدفيديف في أول جدول رئيسي له في بطولة نيس المفتوحة للتنس لعام 2016، وخسر أمام غويدو بيلا في ثلاث مجموعات. بعد ثلاثة أسابيع فاز في أول مباراة فردية له في بطولة ريكوه المفتوحة عام 2016، وهزم هوراسيو زيبالوس بمجموعتين نظيفتين.
تم استبعاد ميدفيديف من الدور الثاني من بطولة سافانا تشالنجر (في جورجيا، الولايات المتحدة) بسبب التعليقات التي أدلى بها بعد أن حكم الحكم لصالح خصمه. اعتقد ميدفيديف انه فاز بنقطة كسر الإرسال ضد خصمه دونالد يانج، ولكن الحكم ساندي فرينش حكمت بأن الكرة قد خرجت. بعد ذلك، قال ميدفيديف ان يونغ وفرينش كانوا أصدقاء. ونظراً لأن كلا الطرفين من البشرة السمراء، فقد استبعد من المباراة في منتصفها بسبب أنه «يشكك في حياد الحكم القائم على المباراة»

### 2017: النهائي الأول في الجولة العالمية والفوز الأول في الجراند سلام
في كانون الثاني/يناير 2017، وصل ميدفيديف إلى أول نهائي له. في النهائي ضمن بطولة تشيناي المفتوحة للتنس خسر أمام روبرتو باوتيستا أغوت في مجموعتين. ونتيجة لذلك، قفز ميدفيديف 34 مرتبة من 99 إلى 65 في تصنيف رابطة محترفي التنس، وكان ذلك اعلى تصنيف له حينها. في فبراير، واصل المستوى الجيد عندما تقدم إلى الدور ربع النهائي في كل من بطولة مونبلييه المفتوحة للتنس وبطولة مارسيليا للتنس، وخسر أمام جو ويلفرد تسونجا ولوكاس بويلي على التوالي.
في يونيو، وصل إلى الدور ربع النهائي من بطولة روزاملين، هزم المصنف السادس في البطولة، روبن هاسي، وتاناسي كوكيناكيس قبل أن يخسر أمام ايفو كارلوفيتش في مجموعتين. في بطولة كوبنز، تقدم إلى الدور ربع النهائي الأول له في بطولات رابطة محترفي التنس 500 نقطة من خلال الفوز على نيكولاس ماهوت وكوكيناكيس في الدورين الأول والثاني، قبل أن يخسر أمام المصنف رقم 6 في البطولة، غريغور ديمتروف، في الدور ربع النهائي. بعد أسبوع واحد، حافظ على ادائه الجيد على العشب من خلال التقدم إلى نصف النهائي من بطولة استيبورن الدولية، وخسر أمام نوفاك دجوكوفيتش.
سجل ميدفيديف فوزه الأول في مباراة في الجراند سلام في بطولة ويمبلدون 2017 ، وهزم المصنف الخامس في اليطولة والثالث عالميا، ستان فافرينكا، في الدورالأول من أربع مجموعات. لكنه خسر في الدور التالي أمام روبن بيميلمان. تم تسليم ميدفيديف ثلاث غرامات بلغت في مجموعها 14,500 دولار أميركي (11,200 جنيه استرليني) بسبب سلوكه أثناء المباراة مع بيميلمان: سبعة آلاف دولار أميركي بسبب إهانة الحكم في مناسبتين، وسبعمائة وخمسمائة دولار أميركي بسبب رمي العملات المعدنية تحت كرسي الحكم.

### 2018: الألقاب الأولى في الجولة العالمية
بدأ ميدفيديف موسم 2018 بالتأهل إلى بطولة سيدني. وصل للنهائي الذي فاز فيه ضد الأسترالي أليكس دي مينور. وكان النهائي الأصغر في بطولات الجولة العالمية منذ عام 2007، عندما هزم رافائيل نادال البالغ من العمر 20 عاما نوفاك دجوكوفيتش البالغ من العمر 19 عاما في نهائي بطولة إنديان ويلز. وكان أيضا أصغر نهائي في البطولة منذ عام 1989.
في أغسطس، فاز ميدفيديف بلقبه الثاني وذلك في بطولة وينستون سالم المفتوحة لعام 2018 بعد هزيمة ستيف جونسون في مجموعتين نظيفتين.
في أكتوبر، فاز ميدفيديف بأول لقب في بطولات رابطة محترفي التنس 500 نقطة وثالث لقب له في طوكيو كصاعد من التصفيات، وتغلب على النجم الياباني ورقم 3 في البطولة، كي نيشيكوري، بمجموعات نطيفة في النهائي. هذا الانتصار أوصله إلى تصنيف جديد في المرتبة رقم 22 مما جعله الاعب رقم 1 في روسيا. وكان الفوز أيضا ثالث نهائي على التوالي يتغلب فيه ميدفيديف على صاحب الأرض. واصل ميدفيديف مستواه القوي بالوصول إلى نصف نهائي كأس الكرملين، وخسر أمام مواطنه والبطل في نهاية المطاف كاران خاشانوف. بعد أسبوع واحد، وصل نصف النهائي في بطولة بازل، الذي خسره امام روجر فيدرير. بعد البطولة، وصل إلى اعلى تصنيف له في الترتيب رقم 16.
أنهى ميدفيديف عام 2018 كأكثر لاعب فاز بالمباريات على الأراضي الصلبة (38 فوز). وكان لديه أكثر الألقاب على الأراضي الصلبة (3 ألقاب)، متعادلا مع روجر فيدرير ونوفاك دجوكوفيتش وكارين خاشانوف.

### 2019: لقبين في الماسترز، نهائي اميركا المفتوحة، ست نهائيات على التوالي
بدأ ميدفيديف موسم 2019 بقوة من خلال الوصول إلى نهائي بطولة بريسبان الدولية. هزم ثلاثة من أفضل خمسة لاعبين سابقين في الطريق إلى النهائي، أندي موراي، ميلوس راونيتش وجو ويلفرد تسونجا، حيث خسر أمام كي نيشيكوري. في أستراليا المفتوحة، كان ميدفيديف في المركز الخامس عشر، وهي المرة الأولى التي كان فيها مصنفا في بطولة غراند سلام. وصل إلى الدور ثمن النهائي لأول مرة في مسيرته حيث هزم من قبل البطل في نهاية المطاف نوفاك دجوكوفيتش في أربع مجموعات. في فبراير، فاز ميدفيديف بلقبه الرابع في بطولة صوفيا المفتوحة حيث فاز على مارتون فوكسوفيكس في النهائي بمجموعتين دون مقابل. في الأسبوع التالي، خسر ميدفيديف في الدور نصف النهائي من بطولة روتردام ضد غاييل مونفيس.
دخل ميدفيديف بطولة مونتي كارلو للماسترز 2019 بعد أن فاز في مباراتين فقط من أول 13 مباراة له على الملاعب الترابية. على الرغم من هذا، فقد وصل ميدفيديف إلى ربع النهائي الأول له في بطولات الماسترز في البطولة بعد أن هزم المصنف رقم 8، ستيفانوس تيستيباس، في الدور الثالث. وفي الدور ربع النهائي، حقق ميدفيديف أول انتصار له على لاعب مصنف أول عالميا، عندما هزم دجوكوفيتش في ثلاث مجموعات. انتهت مسيرته في نصف النهائي ضد دوشان لاجوفيتش بواقع مجموعتين دون مقابل. وفي الأسبوع التالي في بطولة برشلونة المفتوحة، حقق ميدفيديف فوزه الثالث على التوالي على مصنف من العشرة الأوائل (هذه المرة على نيشيكوري) للوصول إلى أول نهائي له على التراب. في النهائي، خسر ميدفيديف من قبل المصنف رقم 5، دومينيك ثيم، بمجموعتين دون رد .
بعد فوزه على نيشيكوري، واجه ميدفيديف خمس هزائم متتالية، بما في ذلك هزيمة في الدور الافتتاحي في فرنسا المفتوحة. عاد لمستواه في الملاعب العشبية في بطولة كوينز، ووصل إلى نصف النهائي السادس خلال الموسم حيث خسر أمام جيل سيمون. , وصل ميدفيديف إلى المصنفين العشرالأوائل للمرة الأولى بعد وصوله إلى الدور الثالث من ويمبلدون.
احدثت جولة اميركا الشمالية نقطة تحول أخرى في مسيرة ميدفديف المهنية، حيث وصل إلى أربعة نهائيات (في واشنطن
مونتريال، وسينسيناتي، ومدينة نيويورك)، ليصبح الرجل الثالث فقط في تاريخ التنس الذي يفعل ذلك (بعد إيفان ليندل وأندريه أغاسي). بدأ ميدفيديف رحلته من خلال الوصول إلى نهائي بطولة واشنطن المفتوحة، حيث هزم من قبل نيك كيريوس. تابع هذا الأداء القوي في كأس روجرز، ووصل إلى أول نهائي ماسترز له بعد هزيمة لاعبين من العشرة الأوائل، دومينيك ثيم وكاران خاشانوف. في النهائي، هزم عن طريق حامل اللقب رافائيل نادال. وصل ميدفيديف إلى نهائي الماسترز الثاني على التوالي في بطولة سينسيناتي 2019 بعد الفوز على دجوكوفيتش للمرة الثانية. في النهائي، فاز على ديفيد جوفان بمجوعتين نظيفنين ليحرز لقبه الأول في الماسترز.
دخل ميدفيديف امريكا المفتوحة باعتباره المصنف رقم 5 وأحد كبار المرشحين لإنهاء سلسلة الهيمنة من دجوكوفيتش ونادال وروجر فيدرير في بطولات الغراند سلام. في الدور الثاني، ميدفيديف قاتل خصمه هوغو ديليان ليهزمه في أربع مجموعات. ثم هزم فيليسيانو لوبيز في مباراة مثيرة للجدل حيث تم تغريم ميدفيديف 5000 دولار للسلوك غير الرياضي و4000 دولار لفظاعة واضحة. ثم قلب تأخره من مجموعة وكسر ليهزم الصاعد من التصفيات دومينيك كوبفر ويصل إلى ربع النهائي الأول له. وفي الدور ربع النهائي، تغلب على البطل السابق ستان فافرينكا في أربع مجموعات ليصبح أول لاعب روسي يصل إلى الدور نصف النهائي لبطولة كبرى منذ ميخائيل يوجني في بطولة الولايات المتحدة المفتوحة لعام 2010 (كان يوزني قد هزم أيضاً فافرينكا في الدور ربع النهائي). هذا الفوز منحه التاهل إلى كاس الماسترز. أصبح أول رجل روسي يتأهل للنهائيات كلاعب غير اعتيادي منذ عام 2009، عندما فاز نيكولاي دافيدينكو باللقب. وصل ميدفيديف لنهائي الجراند سلام الأول بعد أن هزم المصنف الثالث عالميا سابقا، غريغور ديمتروف، في نصف النهائي في ثلاث مجموعات نظيفة. في النهائي، خسر ميدفيديف امام رافاييل نادال في خمس مجموعات.
تابع ميدفيديف نجاحه في أمريكا الشمالية مع لقبه الأول على الأرض الروسية في سانت بطرسبرغ المفتوحة من خلال هزيمة بورنا كوريتش في النهائي ليصبح أول روسي يفوز بالبطولة منذ 15 عاما. ثم فاز ميدفيديف بلقب ثاني على التوالي في شنغهاي للماسترز، وهزم ألكسندر زفيريف في النهائي. بالوصول إلى النهائي، أصبح ميدفيديف اللاعب السابع عن فئة الرجال منذ عام 2000 للوصول إلى تسعة أو أكثر من نهائيات بطولات الجولة العالمية في موسم واحد. أنهى الموسم بخسارة مبارياته الأربع الأخيرة بما في ذلك مباريات دور المجموعات الثلاث في مشاركته الأولى في كأس الماسترز.

### 2020: الفوز بنهائيات الجولة العالمية ولقب الماسترز الثالث
افتتح ميدفيديف الموسم في النسخة الافتتاحية من كأس ATP كأفضل لاعب في روسيا. قاد دولته إلى الدور نصف النهائي، حيث خسروا من قبل الفريق الصربي، وكانت هزيمة ميدفيديف الوحيدة في البطولة ضد المصنف رقم 2 نوفاك دجوكوفيتش. في بطولة أستراليا المفتوحة، تعرض ميدفيديف للهزيمة في الدور الرابع من قبل البطل السابق ستان فافرينكا في خمس مجموعات. خلال موسم فبراير داخل القاعة، عانى ميدفيديف من الهزائم المبكرة في روتردام ومرسيليا.
وعندما استؤنف الموسم في أغسطس بعد توقف دام ستة أشهر بسبب وباء COVID-19 ، لم يتمكن ميدفيديف من الدفاع عن لقبه في سنسيناتي للماسترز، وخسر أمام روبرتو باوتيستا أغوت في الدور ربع النهائي. كمصنف ثالث في امريكا المفتوحة، وصل ميدفيديف إلى نصف النهائي دون خسارة أي مجموعة قبل أن يخسر من البطل في نهاية المطاف دومينيك ثيم.
في بطولة فرنسا المفتوحة، خرج ميدفيديف من البطولة في الدور الأول للسنة الرابعة على التوالي، وخسر هذه المرة ضد مارتون فوكسوفيكس. استمر صراعه مع الأداء في بداية موسم أكتوبر داخل القاعات، وفشل في الفوز بأكثر من مباراتين متتاليتين خلال بطولات رابطة محترفي التنس 500 نقطة في سانت بطرسبرغ المفتوحة وفيينا. ثم أنهى ميدفيديف مسيرة تعثره في بطولة باريس للماسترز بالفوز باللقب. وكان هذا بمثابة أول لقب له وأول انتصار له على العشرة الأوائل (من خلال هزيمة دييغو شفارتزمان في الدور ربع النهائي وألكسندر زفيريف في النهائي) منذ بطولة شنغهاي للماسترز عام 2019.
تأهل ميدفيديف إلى نهائيات الجولة العالمية لرابطة محترفي التنس للسنة الثانية على التوالي، واستمر ليصبح البطل غير المهزوم. فاز ميدفيديف في جميع مبارياته في مرحلة المجموعات في مجموعات نظيفة، حيث فازعلى ألكسندر زفيريف ونوفاك دجوكوفيتش ودييغو شفارتزمان.وقد قاتل للعودة من أجل هزيمة رافاييل نادال في ثلاث مجموعات في الدور نصف النهائي (حيث ارسل نادال للفوز بالمباراة متقدما 5-4 في المجموعة الثانية)، قبل أن يهزم دومينيك ثيم في النهائي، مرة أخرى قادماً من تأخره بمجموعة. ومع هذا الفوز، أصبح أول لاعب يهزم أفضل ثلاثة لاعبين على مستوى العالم في النسخة ذاتها من نهائيات الجولة العالمية لرابطة محترفي التنس، كما أصبح رابع لاعب فقط (بعد نوفاك دجوكوفيتش، بورس بيكر، وديفيد نالبانديان) يفعل ذلك في أي بطولة منذ تأسيس الجولة العالمية في عام 1990.

### 2021: لقب كأس ATP، نهائيأستراليا المفتوحة والتصنيف الثاني عالميا
في النسخة الثانية من كأس ATP في فبراير، قاد ميدفيديف فريق روسيا إلى اللقب، حيث سجل 4-0 في الفردي. وشملت هذه الانتصارات ثلاثة منها على العشرة الأوائل (على دييغو شفارتزمان، وألكسندر زفيريف، وماتيو بوريتيني) التي زادت من رصيد انتصاراته المتتالية على المصنفين العشرة الأوائل إلى عشرة انتصارات، وانتصارته الإجمالية إلى أربعة عشر فوزاً.
بعد فوزه بكأس ATP ، وصل ميدفيديف إلى ثاني نهائي له في الغراند سلام فيأستراليا المفتوحة بعد انتصارات بثلاث مجموعات على آندريه روبليف وستيفانوس تيستيباس في الدور ربع النهائي ونصف النهائي على التوالي. في النهائي، هزم من قبل بطل أستراليا ثماني مرات نوفاك دجوكوفيتش في ثلاث مجموعات، مما أنهى سلسلة 20 فوز على التوالي و 12 فوز متتالي ضد المصنفين العشرة الأوائل .
فاز ميدفيديف بلقبه الأول في الموسم خلال بطولة مارسيليا، هزم بيير هوغيز هيربرت في النهائي في ثلاث مجموعات. بعد هذه البطولة، صعد ميدفيديف إلى المرتبة رقم 2 عالميا في ترتيب رابطة محترفي التنس. وبذلك، أصبح أول لاعب خارج " الأربعة الكبار" يحتل التصنيف الثاني عالميا منذ ليتون هيووت في يوليو 2005.
وفي 13 نيسان/أبريل، أجرى ميدفيديف اختبارا إيجابيا لفيروس كورونا مما أجبره على الانسحاب من بطولة مونتي كارلو 2021. حقق ميدفيديف أفضل نتيجة له حتى الآن في فرنسا المفتوحة من خلال الوصول إلى ربع النهائي، وخسر أمام ستيفانوس تيستيباس في ثلاث مجموعات .
استعدادا لبطولة ويمبلدون، حصل ميدفيديف على بطاقة دعوة للعب في بطولة مالوركا حيث فاز بأول لقب له على العشب. كمصنف ثاني في ويمبلدون وصل ميدفيديف إلى الدور الرابع لأول مرة في مسيرته المهنية هازما وصيف 2017 مارين شيليش في خمس مجموعات. وكانت هذه هي المرة الأولى في العصر الحديث (منذ عام 1968) التي يتقدم فيها ثلاثة روس (ميدفيديف وآندريه روبليف وكاران خاشانوف) إلى ثمن النهائي في ويمبلدون منذ عام 2006 عندما تقدمت إيلينا ديمنتييفا وأناستازيا ميسكينا وماريا شارابوفا. في مباراة لعبت خلال يومين بسبب المطر خسر من هيربرت هوركاز.

## أسلوب اللعب والعقلية
ميدفيديف طويل القامة حيث يبلغ طوله 1.98 متر (6 قدم في 6 في). لديه حركة أفقية فائقة، وسرعة وقدرة تحمل كبيرة للاعب بحجمه، مما مكنه من التفوق من الخط الخلفي ويتمحور اسلوب لعبه على التبادلات من الخط الخلفي بسبب طوله، مع ضربات قوية مستقيمة.
أفضل ضرباته من الخط الخلفي هي ضربة الباكهاند، حيث يضربها بعمق وقوة وقادر على توجيهها بدقة.هو مدافع قوي بسبب حجمه، ولاعب يتمتع بحركة سريعة في كل زوايا الملعب. يملك إرسال قوي يساعده على كسب النقاط بسهولة.ارساله الأول مستقيم بسرعة تصل إلى حوالي 140 ميل في الساعة، بينما يلعب ارساله الثاتي بطريقة الكيك سيرف أو السلايس.
كان يعاني من بطئ في الحركة ومن الصعود إلى الشبكة، لكنه طوّر هذه المهارات في الفترة الاخيرة مما ساعده في تحسين نتائجه.
وهو أيضا منافس بعقلية قوية وقوة ذهنية عالية، وهذا واضح في تصرفاته على ارض الملعب، وطريقة لعبه، وادائه في المباريات الكبيرة. ومع ذلك، فإنه يفقد اعصابه بسهولة ويتراجع مستواه فيرتكب أخطاء كثيرة، مما يؤدي إلى فقدانه الثقة بالنفس. وهو معروف عن مزاجه المتقلب منذ الطفولة؛ وللتعامل مع مزاجه قام بتوظيف أطباء نفسيين.
مع أسلوبه في اللعب، وصف نوفاك دجوكوفيتش ميدفيديف على أنه لاعب «متكامل جدا» وكان المصنف الثالث سابقا ألكسندر زفيريف يسميه «أفضل لاعب في العالم في الوقت الحالي» في أكتوبر 2019. بطل نهائيات الجولة العالمية لعام 2019، ستيفانوس تيستيباس، وصف ذات مرة طريقته في اللعب بأنها «مملة للغاية»، ومع ذلك قال في وقت لاحق، «انه يلعب بذكاء كبير ويتفوق عليك».

## روابط خارجية
- دانييل ميدفيديف على موقع رابطة محترفي التنس (الإنجليزية)
- دانييل ميدفيديف على موقع الاتحاد الدولي لكرة المضرب (الإنجليزية)
- دانييل ميدفيديف على موقع كأس ديفيز (الإنجليزية)
- دانييل ميدفيديف على موقع خلاصة التنس.كوم (الإنجليزية)
- دانييل ميدفيديف على موقع إي إس بي إن.كوم (الإنجليزية)
- دانييل ميدفيديف على موقع أوليمبيديا (الإنجليزية)
- الصفحة الخاصة باللاعب دانييل ميدفيديف في موقع رابطة محترفي التنس.
- دانييل ميدفيديف في موقع الاتحاد الدولي لكرة المضرب.
- دانييل ميدفيديف في كأس ديفيز